# Rudolf Pfaffinger
Rudolf Pfaffinger (18. října 1859 Mattighofen – 1. prosince 1905 Vídeň) byl rakouský právník a politik německé národnosti ze Štýrska, na počátku 20. století poslanec Říšské rady.

## Biografie
Profesí byl advokátem ve Vídni. Býval též báňským komisařem při c. k. báňském hejtmanství v Olomoci.
Působil i jako poslanec Říšské rady (celostátního parlamentu Předlitavska), kam usedl v doplňovacích volbách roku 1902 za kurii obchodních a živnostenských komor ve Štýrsku, obvod Leoben. Nastoupil 16. června 1902 místo Franze Endrese. Poslancem byl do své smrti roku 1905. Pak ho v parlamentu nahradil Franz Liharzik.
Po volbách do Říšské rady roku 1902 byl přijat za hospitanta klubu Německé pokrokové strany. Ve volbách porazil kandidáta Německé lidové strany Franze Lorbera.
Zemřel v prosinci 1905.